# Prosopocera ficivora
Prosopocera ficivora là một loài bọ cánh cứng trong họ Cerambycidae.